# Bulbophyllum incurvum
Bulbophyllum incurvum là một loài phong lan thuộc chi Bulbophyllum.